# 蓬辣滩水电站
蓬辣滩水电站位于中国广东省梅州市大埔县三河镇杨桃坪，是梅江干流（梅县以下河段）规划的四个梯级中的最后一级。工程于2000年9月动工兴建，2002年7月投入试运行。坝址以上控制流域面积13886平方千米，电站库区长30.9千米，总库容1.32亿立方米，正常蓄水位49米，拦河坝坝顶长6128米，坝顶高程40.1米。电站为河床式电站厂房，装机容量4.4万kW，年均发电量1.69亿kW·h。